# اندیس ده سلم۱
ده سلم۱ یک اندیس فلزی است که در حوالی شهر ده سلم استان خراسان قرار دارد و مادهٔ معدنی موجود در آن، اورانیوم است.  